# ای ایچی نگیشی
ای ایچی نگیشی (به ژاپنی: 根岸 英一) (زاده ۱۴ ژوئیهٔ ۱۹۳۵) شیمیدان برجسته ژاپنی و استاد دانشگاه پردو در ایالت ایندیانا است.
وی و آکیرا سوزوکی به همراه ریچارد اف. هک برندهٔ جایزه نوبل شیمی سال ۲۰۱۰ شدند.